# Beinn Bheigeir
Beinn Bheigeir är ett berg i Storbritannien.   Det ligger i kommunen Argyll and Bute och riksdelen Skottland, i den nordvästra delen av landet, 600 km nordväst om huvudstaden London. Toppen på Beinn Bheigeir är 491 meter över havet. Beinn Bheigeir ligger på ön Islay.
Terrängen runt Beinn Bheigeir är kuperad västerut, men österut är den platt. Havet är nära Beinn Bheigeir åt nordost.Trakten runt Beinn Bheigeir består i huvudsak av gräsmarker.